# Fuzhous tunnelbana
Fuzhous tunnelbana (kinesiska: 福州地铁 pinyin Fúzhōu dìtiě)är ett tunnelbanesystem i Fuzhou, huvudstad i Fujian-provinsen i sydöstra Kina. Systemet består i januari 2022 av 2 linjer med en total längd på 60 kilometer. Den första linjen kom i trafik 2016. 